# Rhynchospora globularis
Rhynchospora globularis là loài thực vật có hoa trong họ Cói. Loài này được (Chapm.) Small miêu tả khoa học đầu tiên năm 1933.